# Julianne Tarroja
Julianne Tarroja (1 de febrero de 1985, Ciudad Quezón), es una cantautora filipina.

## Biografía
Tarroja Julianne nació el 1 de febrero de 1985. Julianne es la hija mayor de Felipe Tarroja, que era director del Campus Cruzada Estudiantil y Profesional de Cristo (CCC) en UP Diliman. Sus hermanos son Christopher y Emanuel, Julianne en su niñez pasó momentos difíciles con su familia cuando era niña, pero con el tiempo logró superar esos problemas emocionales cambiando rápidamente su estado de ánimo.

## Carrera musical
En 2007, MCA Music se fijó en Julianne para ser promocionada ya que ella había surgido de la OPM, en la que tomó las cosas a otro nivel para introducir un estilo de música diferente de la tarifa habitual en que un oyente está acostumbrado a escuchar el mejor tema musical en radio. El seloo de MCA hizo exactamente en lanzar un álbum debut, en la Julianne se hizo conocer en el disco titulado "Grateful" o "Agradecida", caracterizado bajo el certificado único de "Tulak de Ng Bibig", que actualmente ha sido un éxito en el mercado a nivel nacional de su país.
Su música es una mezcla de diferentes géneros musicales e influencias, un híbrido de pop acústico, folk, R & B, jazz y neo soul. Su álbum está compuesto por nueve temas Julianne misma escribió, más despojado versiones de "Bibig Tulak Ng" y la canción "agradecido".
La mayoría del álbum fue producido por el veterano artista de R & B Freestyle miembro Mike Luis, mientras que dos temas sobresalientes ("límites del silencio" y "curación") fueron producidos por Dan Gil de Chillitees.
También contó bajo la colaboración de otros músicos como Mark Escueta, Rommel dela Cruz, Wendell García, Sach Castillo, Daniel Crisologo y Dexter Águila, entre muchos otros que contribuyeron con sus talentos para este álbum. Otros temas musicales favoritos incluyen en este mismo álbum, canciones tituladas como "Empty Chairs", "Thank You", "Reina en mí", "elige creer" y entre otros.

## Discografía

### Álbum de estudio
- Grateful (2007; MCA Music, Inc.)

## Sencillos
- "Tulak ng Bibig"
- "Agradecida"
- "Las sillas vacías"
- "Elige creer"
- "Liwanag"
- "Gracias"
- "Se trata de mí" (con Miguel Escueta)